# L'Éducation de Véra
Pour plus de détails, voir Fiche technique et Distribution.
L'Éducation de Véra (titre original : Angi Vera) est un film hongrois réalisé en 1978 par Pál Gábor et sorti sur les écrans en 1979.

## Synopsis
En 1948 en Hongrie, Angi Vera est infirmière dans un hôpital de province. Lors d'une réunion, elle se distingue en dénonçant spontanément un certain nombre d'abus. Son intervention est remarquée par les responsables du Parti au pouvoir qui décident de la sélectionner pour une formation de cadre. Là, elle tombe amoureuse de son instructeur qui lui rend la pareille. 

## Fiche technique
- Titre original : Angi Vera
- Titre français : L'Éducation de Véra
- Réalisation : Pál Gábor
- Scénario : P. Gábor d'après l'œuvre d'Endre Vészi
- Photographie : Lajos Koltai, eastmancolor
- Musique : György Selmeczi
- Décors : Veronika Mattheidesz
- Production : Mafilm Objektiv Filmstúdió
- Durée : 96 minutes
- Année de réalisation : 1978
- Pays d'origine :  Hongrie
- Genre : Drame et romance

## Distribution artistique
- Veronika Pap : Angi Vera
- Erzsi Pásztor : Anna Traján
- Éva Szabó : Mária Muskát
- Tamás Dunai : István André István
- László Halász : Sas
- László Horváth : József Neubauer
- Flóra Kádár : Mme János Mikus
- Imre Ráday : le directeur de l'hôpital

## Commentaire
- « Pál Gábor n'est pas l'homme d'un seul film, pourtant Angi Vera domine toute son œuvre. (...) Réalisé en 1978, montré au Festival de Cannes en 1979, couvert de récompenses (...), probablement le film hongrois de cette génération le plus vu dans le monde, Angi Vera est paradoxalement resté inconnu du public français », indique préalablement Jean-Pierre Jeancolas dans son ouvrage Cinéma hongrois 1963-1988 (Éditions du CNRS).
- Pál Gábor nous dit : « Le destin de Angi Vera, sa trahison tragique commise contre elle-même, contre son amour, le choix de l'autre voie montrent que la société ne peut être manipulée que s'il y a des individus manipulables. Et Vera est de ceux-là. » (Propos recueillis  pour la revue Positif, n°220/221, juillet-août 1979)
- Jean-Pierre Jeancolas (op. cité) estime qu'« Angi Vera est une réussite rare, sans réserves, qui repose sur la convergence de quatre éléments : le scénario écrit par Gábor d'après la nouvelle d'Endre Vészi, sa mise en scène qui excelle à rendre l'enfermement des protagonistes, la photo de Lajos Koltai qui travaille dans les couleurs chaudes mais n'en rend pas moins une impression de glacé, enfin l'interprétation de Veronika Pap, qui a l'intensité de Falconetti dans la Jeanne d'Arc de Dreyer et qui, comme elle, semble avoir été l'actrice unique et irremplaçable d'un seul film. »

## Récompense
- Prix FIPRESCI au Festival de Cannes 1979